# تيري تروتر
تيري تروتر (بالإنجليزية: Terry Trotter)‏ هو مغني وعازف جاز وعازف بيانو أمريكي، ولد في 10 مايو 1940 في لوس أنجلوس في الولايات المتحدة.

## وصلات خارجية
- تيري تروتر على موقع IMDb (الإنجليزية)
- تيري تروتر على موقع ميوزك برينز (الإنجليزية)
- تيري تروتر على موقع أول ميوزيك (الإنجليزية)
- تيري تروتر على موقع ديسكوغز (الإنجليزية)